# Emiliano Rodríguez Rosales
Emiliano Rodríguez Rosales (Montevideo, 16 luglio 2003) è un calciatore uruguaiano, attaccante dell'Aldosivi.

## Biografia
È il fratello gemello del calciatore Luciano Rodríguez Rosales.

## Carriera

### Club
Il 23 luglio 2025 viene acquistato dall'Aldosivi firmando un contratto fino al 31 dicembre 2026.

### Nazionale
Nel gennaio del 2023, viene incluso da Marcelo Broli nella rosa della nazionale Under-20 uruguaiana partecipante al campionato sudamericano di categoria in Colombia, arrivando in finale e perdendo contro il Brasile.

## Statistiche

### Presenze e reti nei club
Statistiche aggiornate al 31 luglio 2025.
| Stagione            | Squadra             | Campionato          | Campionato | Campionato | Coppe nazionali | Coppe nazionali | Coppe nazionali | Coppe continentali | Coppe continentali | Coppe continentali | Altre coppe | Altre coppe | Altre coppe | Totale | Totale | Totale |
| Stagione            | Squadra             | Comp                | Pres       | Reti       | Comp            | Pres            | Reti            | Comp               | Pres               | Reti               | Comp        | Pres        | Reti        | Pres   | Reti   |        |
| ------------------- | ------------------- | ------------------- | ---------- | ---------- | --------------- | --------------- | --------------- | ------------------ | ------------------ | ------------------ | ----------- | ----------- | ----------- | ------ | ------ | ------ |
| 2022                | Boston River        | PD                  | 25         | 2          | CU              | 1               | 0               | -                  | -                  | -                  | -           | -           | -           | 26     | 2      |        |
| 2023                | Boston River        | PD                  | 14         | 0          | CU              | 0               | 0               | CL                 | 1                  | 0                  | -           | -           | -           | 15     | 0      |        |
| Totale Boston River | Totale Boston River | Totale Boston River | 39         | 2          |                 | 1               | 0               |                    | 1                  | 0                  |             | -           | -           | 41     | 2      |        |
| 2024                | Atl. Goianiense     | PD/GO+A             | 10+21      | 4+0        | CB              | 5               | 4               | -                  | -                  | -                  | -           | -           | -           | 36     | 8      |        |
| 2025                | Deportivo Cali      | A                   | 14         | 3          | CC              | 1               | 0               | -                  | -                  | -                  | -           | -           | -           | 15     | 3      |        |
| 2025                | Aldosivi            | PD                  | 0          | 0          | CA              | 1               | 0               | -                  | -                  | -                  | -           | -           | -           | 1      | 0      |        |
| Totale carriera     | Totale carriera     | Totale carriera     | 84         | 9          |                 | 8               | 4               |                    | 1                  | 0                  |             | -           | -           | 93     | 13     |        |

## Palmarès

### Competizioni statali
- Campionato Goiano: 1

Atlético Goianiense: 2024